# Saiphos equalis
Genre
Espèce
Synonymes
- Seps equalis Gray, 1825

Saiphos equalis, unique représentant du genre Saiphos, est une espèce de sauriens de la famille des Scincidae.

## Répartition

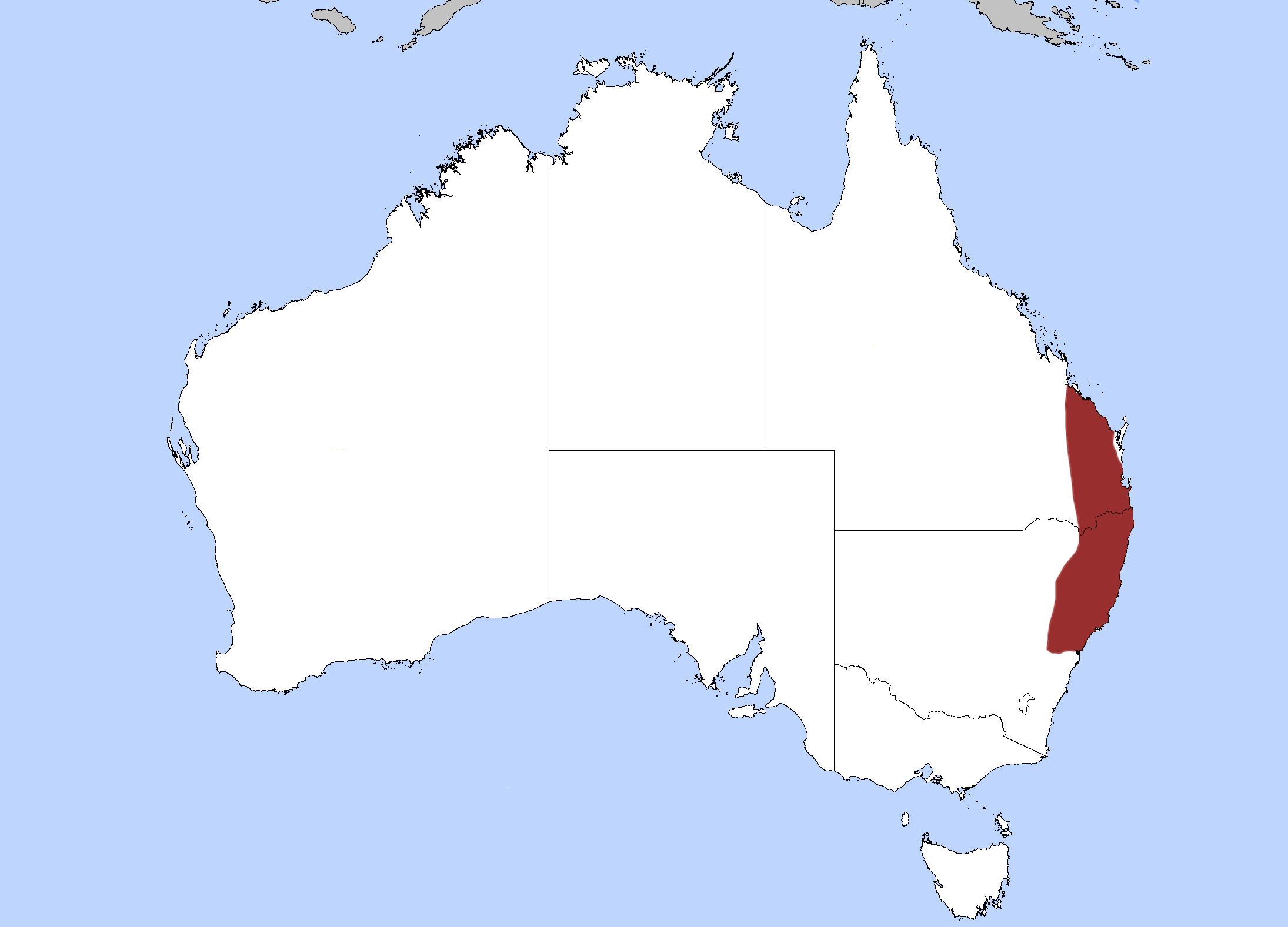

Cette espèce est endémique d'Australie. Elle se rencontre dans le sud-est du Queensland et en Nouvelle-Galles du Sud.

## Description
Les pattes de Saiphos equalis sont très réduites et, avec sa longueur de 18 cm en tout, il ressemble à un orvet brun au ventre jaune-orangé. Ses pattes ont trois doigts.

## Mode de vie
Saiphos equalis est un insectivore nocturne.

## Reproduction
Ce lézard a la particularité d'être ovipare dans les milieux chauds de la côte, et vivipare dans les milieux froids des montagnes,. Cette adaptation à des conditions plus rudes laisse penser qu'une partie de l'espèce pourrait être en train d'évoluer vers ce dernier mode de reproduction. Une femelle ayant pondu des œufs et donné naissance à un petit déjà formé au cours de la même gestation a également été observée, ce qui constitue un cas unique (les autres femelles de l'espèce étant connues pour être soit vivipares, soit ovipares, mais pas les deux).

## Publications originales
- Gray, 1825 : A synopsis of the genera of reptiles and Amphibia, with a description of some new species. Annals of Philosophy, London, sér. 2, vol. 10, p. 193–217 (texte intégral).
- Gray, 1839 "1838" : Catalogue of the slender-tongued saurians, with descriptions of many new genera and species. Annals and Magazine of Natural History, sér. 1, vol. 2, p. 331-337 (texte intégral).